# Johannes Wilhelmus Hoefnagels
Johannes Wilhelmus Hoefnagels (Valkenswaard, 16 maart 1757 - Westerhoven, 29 januari 1844) was burgemeester van de Nederlandse stad Eindhoven.
Hoefnagels werd geboren als zoon van Arnoldus Hoefnagels en Elisabeth van Gestel. Hij was tabaksfabrikant en burgemeester van Eindhoven in 1797 en 1798 en stierf als rentenier.
Hij trouwde in 1785 met Maria van Oirschot en op 25 juli 1790 met Anna Catharina van der Dussen. Zij was een dochter van Lambertus van der Dussen (burgemeester 1765-1766) en Maria Catharina Hollemans.